# Cratere Perey
Perey è un cratere lunare di 1,6 km situato nella parte sud-orientale della faccia nascosta della Luna.